# UFC Fight Night: Rothwell vs. dos Santos
'UFC Fight Night: Rothwell vs. dos Santos (også kendt som UFC Fight Night 86) var et MMA-stævne, produceret af Ultimate Fighting Championship, der blev afholdt den 10. april 2016 i Arena Zagreb i Zagreb i Kroatien.

## Baggrund
Dette stævne det første organisationen afholdte i Kroatien.
En sværvægtskamp mellem Ben Rothwell og tidligere UFC-sværvægtsmester Junior dos Santos var stævnets hovedattraktion.
Danske Nicolas Dalby skulle have mødt polske Bartosz Fabiński til stævnet. Men den 2. marts blev Fabiński fjernet fra programmet af ukendte årsager og blev erstattet af amerikanske Zak Cummings.
Dalby tabte på en enstemmig afgørelse mod Cummings med dommerstemmerne: 30-27, 30-27, 30-27.
Danske Damir Hadzovic blev besjeret af russiske Mairbek Taisumov via teknisk knockout i 1. omgang efter 3 minutter og 44 sekunder. Taisumov fik prisen Performance of the Night for denne indsats.

## Bonus awards
De følgende kæmpere blev belønnet med $50,000 bonusser:
- Fight of the Night: Ingen
- Performance of the Night: Derrick Lewis, Alejandro Pérez, Mairbek Taisumov and Jared Cannonier

## International tv-transmittering
| Land    | Tv-kanal         |
| ------- | ---------------- |
| Denmark | Viaplay Fighting |
| Norway  | Viaplay Fighting |
| Sweden  | Viaplay Fighting |